# Asproinocybe nodulospora
Asproinocybe nodulospora är en svampart som först beskrevs av Babos & Bohus, och fick sitt nu gällande namn av Guzmán & Contu 2004. Asproinocybe nodulospora ingår i släktet Asproinocybe och familjen Tricholomataceae.   Inga underarter finns listade i Catalogue of Life.